# A. J. Schable
Andrew Joel "A. J." Schable (18 de mayo de 1984, Ida Grove, Iowa) es un jugador profesional de Fútbol americano juega la posición defensive end para Seattle Seahawks en la National Football League. Firmó como agente libre en 2006 para Arizona Cardinals. De colegial jugó en South Dakota.
También jugó para Philadelphia Eagles and New York Jets en la NFL y California Redwoods y Sacramento Mountain Lions en la United Football League.

## Estadísticas UFL
|           |        | Kickoff Return | Kickoff Return | Kickoff Return | Kickoff Return | Kickoff Return | Defensa | Defensa | Defensa | Defensa | Defensa | Defensa |
| Temporada | Equipo | N.º            | Yds            | Avg.           | TD             | Lg             | Tkl     | Ast     | Tot     | Sck     | Yds     | FF      |
| --------- | ------ | -------------- | -------------- | -------------- | -------------- | -------------- | ------- | ------- | ------- | ------- | ------- | ------- |
| 2009      | CAR    | 0              | 0              | 0.0            | 0              | 0              | 1       | 2       | 2.0     | 0.0     | 0       | 0       |
| 2010      | SML    | 1              | 5              | 5.0            | 0              | 5              | 10      | 2       | 11.0    | 4.0     | 23      | 0       |
| Total     | Total  | 1              | 5              | 5.0            | 0              | 5              | 11      | 4       | 13.0    | 4.0     | 23      | 0       |